# Matteo Betti
Matteo Betti (Siena, 26 novembre 1985) è uno schermidore italiano paralimpico, specializzato nella spada e nel fioretto.

## Biografia
Senese, a causa di un'emorragia cerebrale in sala parto, Matteo Betti subì un'emiparesi destra. All'età di cinque anni cominciò a praticare la scherma in piedi e poi in carrozzina, divenendo un campione dapprima a livello nazionale e successivamente nel panorama internazionale, nelle specialità del fioretto e della spada.
Nel 2005 conquistò la prima medaglia continentale: un bronzo nel fioretto a squadre agli europei di Madrid. L'anno seguente fu la volta della prima medaglia iridata, un argento sempre nel fioretto a squadre ai mondiali di casa tenutisi a Torino. Agli europei di scherma di Varsavia nel 2007 vinse l'oro nel fioretto individuale e l'argento in quello a squadre.
Nel 2008 fu convocato per le sue prime Paralimpiadi nell'edizione di Pechino: fu eliminato ai quarti di finale sia nella spada che nel fioretto. Quattro anni più tardi, a Londra vinse la medaglia di bronzo nella spada individuale, mentre si fermò ai gironi di qualificazione nel fioretto; con la squadra, insieme a Marco Cima ed Andrea Macrì, perse l'incontro per la medaglia di bronzo contro Hong Kong, fermandosi al quarto posto.
Alle Paralimpiadi di Rio de Janeiro nel 2016 uscì ai quarti di finale sia nella spada che nel fioretto individuale; con le squadre di entrambe le armi ottenne il quinto piazzamento. A Tokyo 2020 fu invece quarto classificato nel fioretto individuale e quinto nel fioretto a squadre.
Convocato per le sue quinte Paralimpiadi nel 2024 a Parigi, vinse la medaglia d'argento nel fioretto individuale.
Nel 2021 la sua storia di vita personale e sportiva fu raccontata nel libro di Giovanna Romano Un tiro mancino. Matteo Betti, storia del campione di scherma paralimpica.
Nominato "ambasciatore paralimpico per meriti", Betti è sposato e ha un figlio di nome Gregorio. Gareggia per il Gruppo Sportivo Paralimpico della Difesa

## Palmarès
- Giochi paralimpici

 Londra 2012:  Bronzo nella spada individuale;
 Parigi 2024:  Argento nel fioretto individuale;
- Mondiali

 Torino 2006:  Argento nel fioretto a squadre;
 Parigi 2010:  Bronzo nel fioretto individuale;  Bronzo nella spada individuale;
 Catania 2011:  Argento nel fioretto a squadre;  Bronzo nella spada individuale;
 Roma 2017:  Oro nel fioretto a squadre;  Argento nel fioretto individuale;
 Cheongju 2019:  Argento nel fioretto a squadre;
 Terni 2023:  Argento nel fioretto a squadre;  Bronzo nel fioretto individuale;
- Europei

 Madrid 2005:  Bronzo nel fioretto a squadre;
 Varsavia 2007:  Oro nel fioretto individuale;  Argento nel fioretto a squadre;
 Varsavia 2009:  Bronzo nella spada individuale;
 Sheffield 2011:  Bronzo nel fioretto a squadre;  Bronzo nella spada individuale;
 Casale Monferrato 2016:  Argento nel fioretto a squadre;
 Terni 2018:  Bronzo nel fioretto individuale;
 Varsavia 2022:  Argento nel fioretto a squadre;  Bronzo nel fioretto individuale;
 Parigi 2024:  Argento nel fioretto a squadre;  Bronzo nel fioretto individuale;